# Сташевський Станіслав Телісфорович
Станісла́в Телі́сфорович Сташе́вський (нар. 10 березня 1943, с. Мар'янівка, Васильківський район, Київська область, Українська РСР, СРСР) — український політичний та державний діяч. Народний депутат України 4-го та 5-го скликань. Кандидат технічних наук (з 1999).

## Освіта
З 1966 до 1972 року навчався у Київському політехнічний інститут з фахом інженер-електрик. Кандидатська дисертація «Організація міського будівництва в ринкових умовах (на прикладі житлового будівництва в місті Києві)» (Київський національний університет будівництва і архітектури, 1999).

## Кар'єра
З вересня 1960 — учень ТУ № 2 енергетиків СМУ-1 тресту «Київелектромонтаж».
З березня 1962 — електромонтажник СМУ № 1 тресту «Київелектромонтаж» Головкиївміськбуду.
З листопада 1962 — служба в армії.
З жовтня 1965 — електромонтажник, майстер, виконроб, старший виконроб, головний інженер, начальник СМУ № 1 тресту «Київелектромонтаж» Головкиївміськбуду.
З грудня 1979 — заступник керівника, головний інженер тресту «Київелектромонтаж» Головкиївміськбуду.
З березня 1987 — заступник начальника Головкиївміськбуду при Київському міськвиконкомі.
З травня 1992 — перший віце-президент державної будівельної комунальної корпорації «Київміськбуд».
З березня 1996 — перший віце-президент холдингової компанії «Київміськбуд».
З червня 1998 — депутат Київської міської ради.
Жовтень 1996 — березень 2001 — перший заступник голови Київської міської державної адміністрації. Голова комісії з питань інвестиційної діяльності на території міста Києва. Очолював роботу з розробки нового Генплану міста Києва.
6 березня — 19 листопада 2001 — міністр палива та енергетики України.
27 вересня 2005 — 4 серпня 2006 — перший віце-прем'єр-міністр України. Представник України в Економічній раді СНД (з лютого 2006).
Березень 2008 — березень 2010 — радник Прем'єр-міністра України.
Колишній член партії «Єдність» та Народний Союз «Наша Україна».
Дійсний член Академії будівництва України.
З квітня 2024 — Голова Наглядової ради Київського національного університету будівництва і архітектури.

## Особисте
Захоплюється тенісом та верховою їздою.

## Сім'я
Українець. Дружина Інна Олександрівна (1941) — фізик-науковець. Дочка Ірина (1966) — директор середньої школи № 177 міста Києва.

## Парламентська діяльність
Народний депутат України 4-го скликання з травня 2002 до жовтня 2005 за виборчим округом № 217 міста Києва, висунутий виборчим блоком політичних партій «Єдність». «За» 16.24 %, 20 суперників. На час виборів: перший заступник голови Київської міської державної адміністрації, член Української партії «Єдність». Член фракції партії ППУ та «Трудова Україна» (квітень 2003 — квітень 2004), позафракційний (квітень — липень 2004), член групи «Центр» (липень 2004 — травень 2005), позафракційний (з жовтня 2005). Член Комітету з питань бюджету (червень 2002 — березень 2003), голова Комітету у закордонних справах (з березня 2003). Голосував за згоду на призначення Віктора Януковича прем'єр-міністром України 21 листопада 2002 року. Співголова Міжпарламентської комісії із співробітництва Верховної Ради України та Федеральних Зборів РФ, керівник Постійної делегації ВР України у Парламентській асамблеї ГУАМ, голова Комітету з політичних і правових питань Парламентської асамблеї ГУАМ, член Української частини Комітету з парламентського співробітництва між Україною та ЄС, заступник голови виконкому Національної парламентської групи України у Міжпарламентському Союзі. Склав депутатські повноваження 20 жовтня 2005.
Народний депутат України 5-го скликання з травня 2006 до червня 2007 від Блоку «Наша Україна», № 82 в списку. На час виборів: перший віце-прем'єр-міністр України, член партії Народний Союз «Наша Україна». Член фракції Блоку «Наша Україна» (з травня 2006). Голова підкомітету з питань контролю за здійсненням зовнішніх зносин Комітету у закордонних справах (з вересня 2006). 8 червня 2007 достроково припинив свої повноваження під час масового складення мандатів депутатами-опозиціонерами з метою проведення позачергових виборів до Верховної Ради.
Вересень 2007 — кандидат в народні депутати України від Блоку «Наша Україна — Народна самооборона», № 106 в списку. На час виборів: тимчасово не працював, член партії Народний Союз «Наша Україна».

## Нагороди та державні ранги
Заслужений будівельник України (серпень 1990). Ордени «За заслуги» III (жовтень 1995), II (грудень 1997), I ступенів (серпень 1999). Почесна грамота Кабінету Міністрів України (березень 2001, серпень 2004). Ордени Святого рівноапостольного князя Володимира Великого III, II ступенів, Архістратига Михаїла.
Державний службовець 1-го рангу (з лютого 2002).